# Лієвий Дубровчак
Лієвий Дубровчак (хорв. Lijevi Dubrovčak) — населений пункт у Хорватії, у Загребській жупанії у складі міста Іванич-Град.

## Населення
Населення за даними перепису 2011 року становило 351 осіб.
Динаміка чисельності населення поселення:

## Клімат
Середня річна температура становить 10,98 °C, середня максимальна – 25,92 °C, а середня мінімальна – -6,33 °C. Середня річна кількість опадів – 853 мм.
| Клімат поселення                              | Клімат поселення | Клімат поселення | Клімат поселення | Клімат поселення | Клімат поселення | Клімат поселення | Клімат поселення | Клімат поселення | Клімат поселення | Клімат поселення | Клімат поселення | Клімат поселення | Клімат поселення |
| Показник                                      | Січ.             | Лют.             | Бер.             | Квіт.            | Трав.            | Черв.            | Лип.             | Серп.            | Вер.             | Жовт.            | Лист.            | Груд.            |                  |
| Середній максимум, °C                         | 6,19             | 8,39             | 12,96            | 17,58            | 22,89            | 25,92            | 25,00            | 24,13            | 20,15            | 14,94            | 9,22             | 5,17             |                  |
| Середня температура, °C                       | −0,1             | 2,10             | 6,70             | 11,33            | 16,64            | 19,67            | 21,14            | 20,24            | 16,30            | 11,09            | 5,33             | 1,30             |                  |
| Середній мінімум, °C                          | −6,33            | −4,12            | 0,46             | 5,08             | 10,38            | 13,42            | 17,26            | 16,39            | 12,42            | 7,19             | 1,46             | −2,56            |                  |
| Норма опадів, мм                              | 50               | 47               | 56               | 66               | 75               | 91               | 77               | 82               | 80               | 81               | 85               | 63               |                  |
| Середньомісячна швидкість вітру, м/с          | 1.90             | 2.10             | 2.50             | 2.34             | 2.20             | 2.00             | 1.90             | 1.80             | 1.80             | 1.80             | 1.90             | 1.90             |                  |
| Середньомісячна сонячна радіація, кДж/м²·день | 4147             | 6902             | 10606            | 15053            | 19256            | 21226            | 22108            | 19472            | 14194            | 8789             | 4546             | 3342             |                  |
| --------------------------------------------- | ---------------- | ---------------- | ---------------- | ---------------- | ---------------- | ---------------- | ---------------- | ---------------- | ---------------- | ---------------- | ---------------- | ---------------- | ---------------- |
| Джерело:                                      |                  |                  |                  |                  |                  |                  |                  |                  |                  |                  |                  |                  |                  |